# ولاية أردهان
وِلَايَةُ أَرْدَهَان (بالتركية: اردهان ولایت/Ardahan ili) ولاية تركية في منطقة شرق الأناضول . عاصمتها مدينة أردهان تبلغ مساحتها 5,495 كم².

## السكان
يبلغ عدد سكانها 133,756 نسمة كما يبلغ معدل الكثافة السكانية 24/كم2 تقع في أقصى شمال شرق تركيا. سكانها أكراد مع أقلية تركية.